# Igor Novikov (moderne vijfkamper)
Igor Aleksandrovitsj Novikov (Russisch: Игорь Александрович Новиков) (Drezna (Oblast Moskou), 19 oktober 1929 - Sint Petersburg, 30 augustus 2007) was een modern vijfkamper uit de Sovjet-Unie.

## Biografie
Novikov nam viermaal deel aan de Olympische Zomerspelen en eindigde altijd in de top vijf individueel en won in 
1964 zilver, in 1960 was Novikov drievoudig regerend wereldkampioen maar eindigde als vijfde vooral door tegenvallende prestaties bij het paardrijden. Met de Sovjetploeg won hij tweemaal olympisch goud en éénmaal olympisch zilver.
Na zijn carrière was hij coach en van 1988 tot en met 1992 voorzitter van de Union internationale de pentathlon moderne.

## Belangrijkste resultaten

### Olympische Zomerspelen
| Jaar | Plaats    | Resultaat              |
| ---- | --------- | ---------------------- |
| 1952 | Helsinki  | 4e individueel 5e team |
| 1956 | Melbourne | 4e individueel · team  |
| 1960 | Rome      | 5e individueel · team  |
| 1964 | Tokio     | individueel · team     |

### Wereldkampioenschappen
| Jaar | Plaats      | Resultaat          |
| ---- | ----------- | ------------------ |
| 1955 | Magglingen  | team               |
| 1957 | Stockholm   | individueel · team |
| 1958 | Aldershot   | individueel · team |
| 1959 | Hershey     | individueel · team |
| 1961 | Moskou      | individueel · team |
| 1962 | Mexico-stad | team · individueel |
| 1963 | Evilard     | individueel · team |
| 1965 | Leipzig     | individueel · team |

- Virtual International Authority File: 85144648413640552572

1952: Benedek, Kovácsi, Szondy
1956: Derjoegin, Novikov, Tarassov ·
1960: Balczó, Nagy, Németh ·
1964: Minejev, Mokejev, Novikov ·
1968: Balczó, Moná, Török ·
1972: Lednjev, Onisjtsjenko, Sjmelev ·
1976: Fox, Nightingale, Parker ·
1980: P. Lednjev, J. Lipejev, Starostin ·
1984: Cristofori, Masala, Massullo ·
1988: Fábián, Martinek, Mizsér ·
1992: Czyżowicz, Gożdziak, Skrzypaszek